# Новицька сільська територіальна громада
Новицька сільська громада — територіальна громада в Україні, в Калуському районі Івано-Франківської області. Адміністративний центр — село Новиця.
Площа громади — 82,43 км², населення — 10 395 мешканців (2018).
Утворена 9 серпня 2018 року шляхом об'єднання Добровлянської, Новицької, Підмихайлівської та Середньоугринівської сільських рад Калуського району. Пізніше до Новицької ОТГ приєдналися Берлогівська та Завійська сільські ради.

## Населені пункти
До складу громади входять 10 сіл: Бережниця, Берлоги, Грабівка, Добровляни, Завій, Зелений Яр, Новиця, Підмихайля, Середній Угринів, Старий Угринів.